# Lithacodia caffristis
Lithacodia caffristis là một loài bướm đêm trong họ Noctuidae.